# Font a la plaça Lluís Millet
La Font a la plaça Lluís Millet és una obra modernista de Tàrrega (Urgell) protegida com a Bé Cultural d'Interès Local.

## Descripció
Situada al centre de la plaça Lluís Millet, formada vora la façana oest de l'església de Santa Maria de l'Alba, enllaçant els carrers de Sant Joan i d'Urgell. Font de ferro forjat disposada damunt un basament de pedra. Ambdós cossos tenen secció quadrifolia i al seu centre s'hi alça un pedestal de ferro, de tipologia clàssica, on es disposen les quatre aixetes, una per cada pica de la font. A la part superior del pedestal s'hi obra un entramat de volutes que decora i suporta l'estructura d'un fanal de secció rectangular decorat també amb volutes i motius vegetals.

## Història
El maig de l'any 2018 fou restaurada juntament amb l'arranjament de la plaça i la substitució del parterre enjardinat per llambordes de pedra. El banc de pedra que circumda part de la plaça també fou netejat i a més s'hi van instal·lar jardineres i cinc nous focus d'il·luminació.